# Welinton Souza Silva
Welinton Souza Silva (Río de Janeiro, 10 de abril de 1989), o simplemente Welinton, es un futbolista brasileño que juega como defensa para el Pendikspor de la Superliga de Turquía.

## Clubes
| Club                              | País    | Año       |
| --------------------------------- | ------- | --------- |
| C. R. Flamengo                    | Brasil  | 2009-2016 |
| F. C. Alania Vladikavkaz (cedido) | Rusia   | 2013      |
| Coritiba F. B. C. (cedido)        | Brasil  | 2014-2015 |
| Umm-Salal S. C. (cedido)          | Catar   | 2015-2016 |
| Al-Khor S. C.                     | Catar   | 2016-2017 |
| Alanyaspor                        | Turquía | 2017-2020 |
| Beşiktaş J. K.                    | Turquía | 2020-2023 |
| Pendikspor                        | Turquía | 2023-     |

## Palmarés

### Títulos regionales
| Título             | Club           | País   | Año  |
| ------------------ | -------------- | ------ | ---- |
| Taça Rio           | C. R. Flamengo | Brasil | 2009 |
| Campeonato Carioca | C. R. Flamengo | Brasil | 2009 |
| Taça Guanabara     | C. R. Flamengo | Brasil | 2011 |

### Títulos nacionales
| Título                     | Club           | País    | Año  |
| -------------------------- | -------------- | ------- | ---- |
| Primera División de Brasil | C. R. Flamengo | Brasil  | 2009 |
| Superliga de Turquía       | Beşiktaş J. K. | Turquía | 2021 |
| Copa de Turquía            | Beşiktaş J. K. | Turquía | 2021 |
| Supercopa de Turquía       | Beşiktaş J. K. | Turquía | 2021 |

### Títulos internacionales
| Título                         | Club (*)      | Sede      | Año  |
| ------------------------------ | ------------- | --------- | ---- |
| Campeonato Sudamericano Sub-20 | Brasil sub-20 | Venezuela | 2009 |

(*) Incluyendo la selección.